# Orenaia andereggialis
Orenaia andereggialis ist ein Schmetterling aus der Familie der Crambiden (Crambidae).

## Merkmale
Die Falter erreichen eine Flügelspannweite von 14 bis 16 Millimeter. Kopf und Abdomen sind schwärzlich und mit weißen Schuppen gesprenkelt. Die Vorderflügel sind grau und unterschiedlich stark schwarz gesprenkelt, vor allem im basalen Drittel. Die Querlinien sind weißlich und normalerweise undeutlich. Sie sind entweder gar nicht oder nur schwarz gerandet. Die innere Querlinie ist unregelmäßig gezähnt. Die äußere Querlinie ist an der Zelle gebogen, krümmt sich dann zum Flügelinnenrand und ist mit einem Zahn versehen. Der Diskalfleck ist sehr klein, schmal und undeutlich. Die Fransenschuppen sind grau und in der basalen Hälfte mit einer weißlichen Linie gezeichnet. Die Hinterflügel sind grau und haben ein dunkleres Saumfeld. Die Fransenschuppen sind weißlich und an der Basis dunkler. Die Hinterflügelunterseiten sind grau und etwas heller als die Vorderflügelunterseiten. Beide Unterseiten sind mit einer weißlichen äußeren Querlinie und einem schwachen dunklen Diskalfleck gezeichnet.
Bei den Männchen ist das Klammerorgan (Clasper) nur angedeutet und hat die Form einer schwachen Wulst. Der Phallus ist mit einer unregelmäßig geformten Gruppe von etwa 15 kleinen Cornuti versehen.
Bei den Weibchen ist das Corpus bursae schlaff und mit zwei linsenförmigen Signa versehen. Der Ductus bursae ist ebenfalls schlaff und an der Einmündung des Ductus seminalis sehr schmal. Das Antrum ist becherförmig und hat einen gebogenen runzligen Stiel.

## Ähnliche Arten
Orenaia andereggialis ist kleiner als Orenaia alpestralis. Die zuerst genannte Art besitzt eine gleichmäßigere graue Färbung ohne blaugraue Tönung. Ihr fehlt die scharfe schwarze Zeichnung und der auffällige Diskalfleck von O. alpestralis. Die Hinterflügel sind fahler und haben einen deutlichen Saum. Die Zeichnung der Hinterflügelunterseite ist weniger kontrastreich.

## Verbreitung
Orenaia andereggialis ist in den Alpen beheimatet (Frankreich von Savoyen bis zum  Département Alpes-Maritimes, Schweiz, Italien und Österreich). Aus den Pyrenäen liegt nur ein einziger gesicherter Nachweis vor (Pic du Midi de Bigorre, Département Hautes-Pyrénées). Die Art lebt in der alpinen Zone zwischen 2500 und 3000 Meter Höhe.

## Biologie
Die Präimaginalstadien sind unbekannt. Die Falter fliegen von Juli bis August. Sie sind tagaktiv und  fliegen in Bodennähe oder ruhen auf Steinen.

## Systematik
Aus der Literatur sind folgende Synonyme bekannt:
- ohne Gattung: andereggialis  Herrich-Schäffer, 1851
- Hercyna andereggialis Herrich-Schäffer, 1855
- Orenaia rupestralis auct.; Fehlbestimmung

Orenaia andereggialis war ursprünglich unter dem Namen Orenaia rupestralis (Geyer, 1833) bekannt. Allerdings zeigen die Abbildungen in dem von Geyer fortgeführten Werk Hübners nachweislich Orenaia alpestralis (Fabricius, 1787). Orenaia rupestralis (Geyer, 1833) ist außerdem ein Homonym von Orenaia alpestralis.